# Ирски ваздухопловни корпус
Ирски ваздухопловни корпус (енгл. Irish Air Corps, ир. An tAerchór) је ваздухопловни контингент одбрамбених снага Републике Ирске. Пружа ваздушну подршку копненим снагама и поморској служби, такође помаже цивилним службама као што је полиција, хитна медицинска помоћ и обалска стража. Ваздухопловни корпус је такође задужен за ваздушни превоз ирских званичника.
Главна ваздухопловна база се налази у Балдонелу у округу Даблин.

## Организација
Ирски ваздухопловни корпус је по организационој структури подељен на команду, 2 операцијска крила, 2 крила за подршку, ескадрилу за везе као и на колеџ вадзухопловног корпуса.
Главнокомандујући ваздухопловног корпуса је бригадни генерал Паул Фрај.

### Команда ваздухопловног корпуса
- Канцеларија главнокомандујућег
- Одељење за операције
- Одељење за подршку
- Војна управа за пловидбеност ваздухоплова
- Одељење за безбедност летења
- Одељење војне полиције

### 1. операцијско крило
- 101. ескадрила - Осматрање мора, падобранске операције и транспорт
- 102. ескадрила - Ваздушни превоз државних званичника
- 103. ескадрила - Инжињерија
- 104. ескадрила - Сарадња са копненом војском
- 105. ескадрила - Одред за фотографије Одбрамбених сила Ирске

### 3. операцијско крило
2. операцијско крило искључиво користи хеликоптере. Пружа хеликоптерску подржку ирској полицији, као и помоћ националној служби за хитну медицинску помоћ у виду пилота или самих летелица.
- 301. тактичка хеликоптерска ескадрила
- 302. ескадрила за обуку и осматрање
- 303. екадрила за одржавање и распоређивање
- 304. ескадрила за подршку полицији

### 4. крило за подршку
Главна улога 4. крила јесте одржавање ваздухоплова који се не могу поправити од стране сопствених јединица за одржавање.
- 401. ескадрила - Механичка подршка
- 402. ескадрила - Подршка за авионику

### 5. крило за подршку
5. крило је задужен за логистику ваздухопловног корпуса.
- 502. ескадрила - Логистичка подршка
- 503. ескадрила - Транспорт
- 504. ескадрила - Медицинска служба
- 505. ескадрила - Управљање ваздушним саобраћајем
- Ватрогасна јединица

### Ескадрила за комуникације и информације
Улоге ескадриле за комуникације и информације су снабдевање и одржавање земаљских видова комуникације, навигационих и радарских система, као и осталих компјутерских система у коришћењу у ваздухопловном корпусу.
- Команда ескадриле
- Вод аеродромске службе
- Вод за везе
- Вод техничке службе
- Вод информационих технологија

### Колеџ ваздухопловног корпуса
Колеџ ваздухопловног корпуса је главна институција за подучавање будућих пилота у Ирском ваздухопловном корпусу. Састоји се од 3 школе:
- Школа летачке обуке
- Школа техничке обуке
- Школа за војну обуку и преживљавање

## Летелице
| Ваздухоплов             | Слика | Порекло                             | Тип                         | Варијанта      | Бројност | Коментар                                                                                        |
| CASA CN-235             |       | Шпанија                             | Морска патрола              | CN-235 MPA 100 | 2        |                                                                                                 |
| Learjet 45              |       | Сједињене Америчке Државе           | ВИП превоз/Летећа амбуланта |                | 1        |                                                                                                 |
| Britten-Norman Defender |       | Уједињено Краљевство                | Авион за подршку полицији   | Defender 4000  | 1        | Користи се у служби полиције Републике Ирске                                                    |
| Цесна 172               |       | Француска                           | Осматрање/вишенаменски      | Цесна FR172 H  | 5        |                                                                                                 |
| Пилатус PC-9            |       | Швајцарска                          | Школско-борбени авион       | PC-9M          | 7        | Може бити наоружан са тешким митраљезима или ракетним лансерима неводећих зрна.                 |
| AW-139                  |       | Сједињене Америчке Државе · Италија | Вишенаменски                |                | 6        |                                                                                                 |
| Eurocopter EC135        |       | Француска                           | Вишенаменски                | EC135 P2+/T2   | 4        | Две летелице верзије P2+ користи војска, док преостале две летелице верзије Т2 користи полиција |